# Varathron
I Varathron sono un gruppo musicale black metal greco, formato nel 1988 ad Atene dal cantante Stefanos Karasavvas con lo pseudonimo di Stefan Necroabyssious. Il loro stile musicale è simile a quello di altri gruppi greci come Rotting Christ o Necromantia, e sono considerati tra i fondatori della scena black metal greca. Hanno suonato il loro primo concerto con i Rotting Christ nel 1990. Il loro album di debutto, intitolato His Majesty at the Swamp è stato pubblicato nel 1993 sotto l'etichetta Cyber Music.

## Formazione

### Formazione attuale
- Stefanos "Necroabyssious" Karasavvas – voce (1988-presente)
- Achilleas Κalantzis – chitarra (2004-presente)
- Sotiris Kokkinos – chitarra (2009-presente)
- Haris Kokkinos – batteria (2004-presente)
- Stratos Kountouras – basso (2012-presente)

### Ex componenti
- Dimitris Patsouris – basso (1988-1993)
- Giannis Vekiris – chitarra (1988-1992)
- Spiros Papanastassatos – batteria (1988-1989)
- Thanos Mitropoulos – batteria (1989-1990)
- Themis Tolis – batteria (1990-1992)
- Stavros Mitropoulos – chitarra (1990-1992)
- Pantelis Giasafakis – batteria (1992)
- Dimitrios Dorian – chitarra (1992-1993)
- Stavros Mitropoulos – chitarra (1990-1992)
- Pyrphoros – chitarra, basso (1994-1999)
- Adrastos – tastiere (1994-1995)
- Bill "Crazy Wizard" – tastiere (1995-2007)
- Tolis – basso (2005-2012)

### Turnisti
- Kostas Kalampokas – basso
- Michalis Zounarakis - batteria (2018-presente)

## Discografia
Album in studio
- 1993 - His Majesty at the Swamp
- 1995 - Walpurgisnacht
- 2004 - Crowsreign
- 2009 - Stygian Forces of Scorn
- 2014 - Untrodden Corridors of Hades
- 2018 - Patriarchs of Evil
- 2023 - The Crimson Temple

Live
- 2020 - Glorification Under the Latin Moon

Raccolte
- 1997 - Genesis of Apocryphal Desire
- 2004 - Varathron 1989/1991
- 2012 - Genesis of the Unaltered Evil
- 2018 - Archegonic Abysmal Dominion
- 2021 - Emissaries of the Darkened Call
- 2022 - The Demo Collection

EP
- 1999 - The Lament of Gods
- 2015 - The Confessional of the Black Penitents

Split
- 1992 - The Black Arts / The Everlasting Sins (con i Necromantia)
- 2009 - Darkness Has Landed (con i Desolation)
- 2012 - Emissaries of the Darkened Call - Three Nails in the Coffin of Humanity (con Thornspawn e Black Altar)
- 2014 - Old Demons Rise (con i Den Saakaldte)
- 2019 - Duality of the Unholy Existence (con i Rotting Christ)
- 2022 - Apocalyptic Mysticism (con i Ungod)

Demo
- 1989 - Procreation of the Unaltered Evil
- 1990 - Genesis of Apocryphal Desire
- 1997 - Sarmutius Pegorus
- 2004 - Live at the Swamp